# 邵捷春
邵捷春（1600年—1641年），字肇復，號剑津，明朝政治、軍事人物，福建福州府侯官人。萬曆己未進士，曾官四川巡撫，因討伐流寇失利，下獄，獄中自鴆而死。

## 生平
萬曆四十六年（1618年）戊午科福建鄉試八十二名舉人，萬曆四十七年（1619年）聯捷己未科莊際昌榜進士。吏部觀政，天啓二年（1622年）授行人，七年順天同考，崇祯元年（1628年）升吏部主事，歷官考功司、文选司员外郎、稽勛司郎中。崇禎二年（1629年），升任四川右參政，分守川南，招撫蕃人高氏、楊氏，三年改任浙江按察使，卻因得罪權貴，四年以考察去職。
崇禎十年（1637年），陝西流寇入蜀，被起用為副使，勇猛抗賊，得到蜀王朱至澍上書褒獎，朝廷用為監軍，後升為為四川右參政。
崇禎十二年（1637年），四川巡撫傅宗龍入京，捷春升為巡撫。閣部楊嗣昌將湖廣流寇驅趕入蜀，又徵調蜀兵，捷春認為四川即將失守，與楊嗣昌力爭。楊嗣昌發捷春守重慶，要求捷春放棄大寧、大昌以誘敵，捷春卻畏賊深入，所以派了茂選、覃思岱去防守，茂、覃素來不和。思岱進讒言，誘使捷春殺了茂選，茂選手下軍士紛紛逃散，於是流寇深入，而後官軍連戰皆失利，涪江、綿州皆陷。
崇禎十三年（1640年），捷春遭到嗣昌彈劾，朝廷派廖大亨來監軍，把邵捷春收獄，捷春為官清正嚴明，對百姓頗有德政，故百姓一度組織起來，不讓朝廷拘捕捷春，蜀王朱至澍也趕緊上書向崇禎帝求情，但崇禎不理會，崇禎十四年（1641年），邵捷春在監獄中自殺。

## 著作
著有《劒津集》。編有《閩省賢書》。

## 家族
曾祖邵槩，贈登仕郎。祖父邵應，登仕郎。父邵大端，徵仕郎。

## 延伸阅读
[在维基数据编辑]
 《明史卷二百六十》，出自《明史》

| 官衔          | 官衔                                  | 官衔          |
| ------------- | ------------------------------------- | ------------- |
| 前任： 傅宗龍 | 明朝四川巡撫 崇禎十二年（1639年）上任 | 繼任： 廖大亨 |